# Pianoconcert (Chatsjatoerjan)
Het Pianoconcert in Des majeur, opus 38 (Russisch: Концерт для фортепиано с оркестром, Kontsert dlya fortepiano s orkestromis) is  een in 1936 gecomponeerd werk van de  componist Aram Chatsjatoerjan van Armeense komaf.

## Geschiedenis
Chatsjatoerjan haalde later in een interview een ontmoeting met de Russische componist Sergej Prokofjev naar boven. Prokofjev zou hebben gezegd:

...Het is erg moeilijk om een concerto te schrijven. Een concerto moet ideeën hebben. Ik adviseer je om al de nieuwe ideeën die je te boven komen te noteren zonder te wachten totdat het concerto één geheel wordt. Maak notitie van verschillende passages en interessante stukje. Een juiste volgorde is nog niet eens nodig. Later kun je ze als "bakstenen" gebruiken om één geheel te bouwen...

Daarbij moet in ogenschouw genomen worden dat Chatsjatoerjan het moeilijk had binnen de structoren van concerto en symfonie. Prokofjev gaf bij verdere ontmoetingen Chatsjatoerjan nog verscheidene tips.
Het werk is vanaf begin af aan gecomponeerd richting de beoogde pianist Lev Oborin. Die gaf dan ook de première en wel op 12 juli 1937 onder leiding van dirigent Lev Steinberg (het orkest is verder onbekend) tijdens een concert in de buitenlucht. Al eerder, 5 juli 1937, hadden solist en componist het gespeeld in een versie voor twee piano’s. Niet veel later, 1 oktober 1937 speelde de solist het onder begeleiding van het Academisch Symfonieorkest van de Russische Federatie onder leiding van Aleksandr Gaoek in de grote zaal van het Conservatorium van Moskou. Het pianoconcert werd een groots succes en steeg boven de lof voor Chatsjatoerjans eerste symfonie uit. Het pianoconcert deed Europa voor het eerst aan op 13 maart 1940 in de Queen's Hall, Londen, wat gedeeltelijk in puin lag door het uitbreken van W.O II. Solist aldaar was Moura Lympany (zij zou het werk veelvuldig uitvoeren, maar was reserve; Clifford Curzon wilde het niet spelen) onder leiding van Alan Bush.
Het werk kan zich verheugen in een uitgebreide discografie (in maart 2022 zijn er ongeveer 50 opnamen in omloop).

## Het pianoconcert

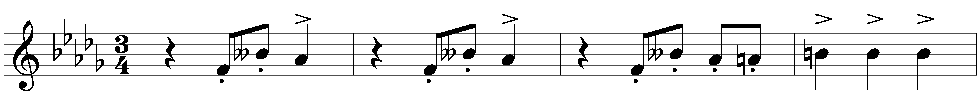
Openingsthema van het Allegro ma non troppo e maestoso.

Het pianoconcert bestaat uit drie delen (snel-langzaam-snel):
1. 'Allegro ma non troppo e maestoso – Allegro vivace – Poco piu mosso e stretto in tempo – Tempo I – Tempo moderato – vivo – Molto sostenuto, rubato – Noderato con sentimento – Tempo I
2. 'Andante con anima – Poco piu mosso – poco meno mosso – Tempo I – Quasi allegro – Tempo I - Lento'
3. Allegro brillante – Piu mosso- Recitando, molto espressivo – Tempo I - Maestoso

Het eerste deel opent met de zware tikken van de piano. Het Allegro is geschreven in een sonatevorm met een uitgebreide cadenza voorafgaand aan het coda. Chatsjatoerjan verwerkt in het eerste deel gelijk de voor hem gekenmerkte aanwezigheid van de volksmuziek uit het Kaukasusgebied.
Het Andante con anima is geschreven in 3/4-maat. Het bevat thema's en variaties gebouwd op een modale a-mineurtoonladder. Chatsjatoerjan gebruikte voor het hoofdthema een oud simpel Armeens liedje dat hij vroeger eens hoorde. Om een spookachtige sfeer neer te zetten wordt een flexatoon voorgeschreven in de partituur.
In de finale zet Chatsjatoerjan een briljant sprankelend stuk muziek neer welke naar een grote apotheose toewerkt in de traditie van de grote Russische pianoconcerten.

## Orkestratie
- solo piano
- 2 dwarsfluiten (II ook piccolo), 2 hobo’s, 3 klarinetten (III ook basklarinet), 2 fagotten
- 4 hoorns, 2 trompetten, 3 trombones, 1 tuba
- pauken, percussie
- violen, altviolen, celli, contrabassen